# Chuyến bay 3456 của China Southern Airlines
Chuyến bay 3456 của China Southern Airlines (CZ3456/CSN3456) là chuyến bay chở khách nội địa theo lịch trình từ Sân bay quốc tế Giang Bắc Trùng Khánh đến Sân bay Hoàng Điền Thâm Quyến (nay là Sân bay quốc tế Bảo An Thâm Quyến). Vào ngày 8 tháng 5 năm 1997, chiếc Boeing 737 thực hiện đường bay này đã bị rơi trong nỗ lực hạ cánh lần thứ hai trong cơn giông bão. Chuyến bay số hiệu 3456 vẫn được sử dụng bởi China Southern Airlines và cho tuyến Trùng Khánh-Thâm Quyến nhưng giờ đây với dòng máy bay Airbus A320 family hoặc máy bay Boeing 737 Next Generation.

## Tổng quan

### Máy bay
Chiếc máy bay là một chiếc Boeing 737-31B có số đăng ký là B-2925 và có số sê-ri 27288. Máy bay được giao cho China Southern Airlinesư vào ngày 2 tháng 2 năm 1994 và đã được ghi lại hơn 8.500 giờ trước khi gặp nạn. Máy bay được trang bị 2 động cơ phản lực cánh quạt CFM International CFM56-3C1.

### Phi hành đoàn
Cơ trưởng chỉ huy là Lin Yougui, 45 tuổi (tiếng Trung: 林友贵), anh ấy đã ghi lại tổng thời gian bay hơn 12.700 giờ, bao gồm 9.100 giờ với tư cách là Điều hành viên vô tuyến điện và 3.600 giờ với tư cách là phi công. Sĩ quan đầu tiên là Kong Dexin (孔德新) 36 tuổi, anh ấy đã ghi lại hơn 15.500 giờ trong tổng thời gian bay, trong đó 11.200 giờ với tư cách là kỹ sư bay và 4.300 giờ với tư cách là phi công.

### Thời tiết
Thời tiết do Sân bay Thâm Quyến báo cáo từ 17:00 ngày 8 tháng 5 đến 02:00 ngày 9 tháng 5 là: "Gió 170 độ với vận tốc 7 m/s (14 kn; 25 km/h; 16 mph) có mưa, tầm nhìn 6.000 mét (20.000 ft), u ám ở độ cao 1.500 mét (4.900 ft), gió thay đổi ở tốc độ 15 mét trên giây (29 kn; 54 km/h; 34 mph), giông bão có thể xuất hiện.
Vào lúc 18:00, ngày 8 tháng 5, một cảnh báo thời tiết xấu đã được đưa ra: "Báo cáo cho các sân bay, kiểm soát không lưu và các công ty hàng không: Sấm sét kèm theo gió mạnh sẽ xuất hiện, tất cả các bộ phận bao gồm cả phi hành đoàn sẽ cất cánh cần được thông báo." Lúc 21:33, thời tiết được ghi nhận là gió 290 độ với vận tốc 7 m/s (14 kn; 25 km/h; 16 mph), tầm nhìn xa 2.000 mét (6.600 ft), mưa rào, mây thấp ở độ cao 210 mét (690 ft), mây vũ tích ở độ cao 1.200 mét (3.900 ft), nhiệt độ 23 °C (73 °F).

## Tai nạn
Vào ngày 8 tháng 5 năm 1997, Chuyến bay 3456 cất cánh từ Sân bay Quốc tế Giang Bắc Trùng Khánh lúc 19:45 giờ địa phương (UTC+8), dự kiến sẽ đến Sân bay Hoàng Điền Thâm Quyến lúc 21:30. Lúc 21:07, bộ điều khiển tiếp cận Sân bay Thâm Quyến đã cho phép chuyến bay tiếp cận Đường băng 33. Lúc 21:17, Tòa tháp thông báo cho phi hành đoàn "trận mưa lớn, hãy thông báo khi phát hiện ra đường băng". Lúc 21:18:07, phi hành đoàn cho biết họ đã thiết lập phương pháp tiếp cận ILS. Lúc 21:18:53, phi hành đoàn thông báo cho ATC rằng họ đã phát hiện ra đèn tiếp cận và người điều khiển đã cho phép máy bay hạ cánh. Kiểm soát viên đã có thể nhìn thấy đèn hạ cánh của máy bay, nhưng trời không rõ do trời mưa. Lúc 21:19:33, máy bay chạm xuống phía nam đường băng, nảy ba lần, làm hỏng càng mũi, hệ thống thủy lực và cánh tà của máy bay. Phi hành đoàn quyết định go-around.
Máy bay rẽ trái khi đang leo lên độ cao 1.200 mét (3.900 ft). Phi hành đoàn được yêu cầu bật bộ phát đáp để cho ATC biết vị trí của họ, nhưng radar giám sát thứ cấp không nhận được bất kỳ tín hiệu nào từ máy bay, cho thấy bộ phát đáp đã tắt. Vào lúc 21:23:57, phi hành đoàn thông báo với ATC rằng họ đang ở phía ngược gió và yêu cầu các máy bay khác rời khỏi không phận để Chuyến bay 3456 hạ cánh. Lúc 21:23:40, phi hành đoàn đã tuyên bố tình trạng khẩn cấp và yêu cầu dọn đường tiếp cận trở lại. Vào thời điểm đó, cảnh báo chính, cảnh báo hệ thống thủy lực và cảnh báo số đều được kích hoạt trong buồng lái. Lúc 21:24:58, phi hành đoàn đã yêu cầu hỗ trợ toàn bộ sân bay khẩn cấp. Máy bay sau đó quay lại, báo cáo sẽ hạ cánh về phía nam, điều này đã được chấp thuận. Lúc 21:28:30, máy bay trượt khỏi đường băng, vỡ làm 3 mảnh và bốc cháy, khiến 33 hành khách và 2 thành viên phi hành đoàn thiệt mạng.

## Vị trí của vụ tai nạn
Nỗ lực hạ cánh đầu tiên là về phía bắc. Các mảnh vỡ từ bánh răng mũi được tìm thấy nằm rải rác gần cuối phía nam của đường băng, cho thấy lốp trước bên trái đã bị nổ trong lần chạm đất đầu tiên. Các bụi phóng xạ bao gồm đinh tán, tấm kim loại, ống cao su và kẹp giữ cũng có thể được tìm thấy trên bề mặt đường băng.
Nỗ lực hạ cánh thứ hai là về phía nam. Một vết xước trên bề mặt rõ ràng từ thân máy bay được tìm thấy cách ngưỡng đường băng 427 mét (1.401 ft). Máy bay tan rã sau khi lăn khoảng 600 mét (2.000 ft) trên đường băng và bốc cháy. Phần trung tâm của thân máy bay và mép sau của cánh phải bị hư hại nghiêm trọng nhất do cháy. Phần phía trước của thân máy bay dài 12 mét (39 ft) với mũi hướng về phía bắc, bị hư hỏng một phần, có dấu vết lăn và xoay nhưng không có dấu hiệu cháy. Một lượng lớn bùn đã được lấp đầy trong buồng lái bị biến dạng. Phần phía sau tương đối nguyên vẹn và là phần duy nhất không bị phá hủy. Thiết bị chính bên trái và động cơ bên phải nằm rải rác bên trái đường băng.

## Nạn nhân
Vào ngày 9 tháng 5 năm 1997, Tin tức lúc 6:30, một chương trình tin tức quốc gia được phát sóng tại TVB Jade, cung cấp danh sách thương vong cho vụ tai nạn.
| Quốc tịch  | Hành khách | Phi hành đoàn | Tử vong                                 | Tổng |
| ---------- | ---------- | ------------- | --------------------------------------- | ---- |
| Đài Loan   | 1          | 0             | 0                                       | 1    |
| Hồng Kông  | 1          | 0             | 0                                       | 1    |
| Thái Lan   | 21         | 0             | 16                                      | 21   |
| Trung Quốc | 42         | 9             | 19 (bao gồm 2 thành viên phi hành đoàn) | 51   |
| Tổng       | 65         | 9             | 35                                      | 74   |

## Ghi âm buồng lái
Vào tháng 6 năm 2007, một đoạn ghi âm được cho là 12 phút 27 giây cuối cùng được ghi lại bởi máy ghi âm buồng lái của Chuyến bay 3456 đã bị rò rỉ trên Internet. Theo một chuyên gia của Cục Hàng không Dân dụng Trung Quốc, đoạn ghi âm khó có thể là giả mạo.